# Стара села
Стара села (словен. Stara sela) је насељено место у општини Камник, Средњесловенска регија, Словенија.

## Историја
До територијалне реорганизације у Словенији била су у саставу старе општине Камник.

## Становништво
У попису становништва из 2011. године, Стара села су имала 52 становника.
| Број становника према пописима | Број становника према пописима | Број становника према пописима |
| ------------------------------ | ------------------------------ | ------------------------------ |
| 1991                           | 2002                           | 2011                           |
| 41                             | 49                             | 52                             |

Напомена: До 1952. исказивано под именом Село.